# 本龍寺 (岐阜県垂井町)
本龍寺（ほんりゅうじ）は岐阜県不破郡垂井町にある阿弥陀如来を本尊とする浄土真宗大谷派の寺院。

## 概要
宿場町垂井において中山道に面する名刹として多くの要人が宿泊した。
創建年は不詳。かつては天台宗の寺院で遍照院と称していたが、文明年間に当時の住職が蓮如上人に帰依して浄土真宗に改宗している。戦国時代に入り、宗門を脅かす石山合戦が起きた際には寺の教道と教西が参戦している。寛永11年7月6日に徳川家光が休憩したほか、元禄4年には松尾芭蕉が宿泊している。垂井町の八重垣神社は江戸時代においては本龍寺の寺領であり、社務所を持っていなかったことから、当寺が祭事を司っていたという見方がある。1878年（明治11年）には明治天皇が休憩をとり、後に明治天皇聖蹟として史跡に指定されたが、後に指定が解除された。